# Ana Isabel Mariño
Ana Isabel Mariño Ortega (Alcorcón, 1 de agosto de 1959) es una política y abogada española, exconsejera de Empleo, Turismo y Cultura de la Comunidad de Madrid. Miembro del Partido Popular (PP), es una de las diputadas regionales con menos iniciativas por año según indicó El Confidencial en un análisis de actividad en la Asamblea en 2019.[cita requerida]

## Biografía
Es licenciada en Derecho por la Universidad Complutense de Madrid. Experta en Derecho Urbanístico, Laboral y de la Seguridad Social, por la Universidad Complutense de Madrid, posee el Programa de Alta Dirección de Empresas (PADE) del IESE; así como el Máster en Tributación por el Centro de Estudios Financieros de Madrid, la titulación oficial de Agente Corredor de Seguros y los cursos sobre Recursos Humanos y Planificación Empresarial en ESIC, Universidad Complutense de Madrid, Florida Atlantic University, y el Colegio de Ingenieros ICAI.
Ha sido consejera en la Empresa Nacional Santa Bárbara, Expansión Exterior, de la Sociedad Estatal de Transición al Euro, de la Sociedad Estatal de Gestión de la Información Turística, y de Metro de Madrid. Y como presidenta de los Consejos de Administración de la Compañía Española de Reafianzamiento; la Sociedad Estatal para el Desarrollo del Diseño y la Innovación.
También es doctora honoris causa en Economía por la institución estadounidense Constantinian University.

### Actividad política
En el ámbito político, ha sido jefa del Servicio Jurídico y de Recursos Humanos del área de Empleo y Formación del Ayuntamiento de Madrid; directora de gabinete del Secretario de Estado de Comercio, Turismo y Pyme y directora general de Política de la Pequeña y Mediana Empresa del Gobierno de España (1998-2000).

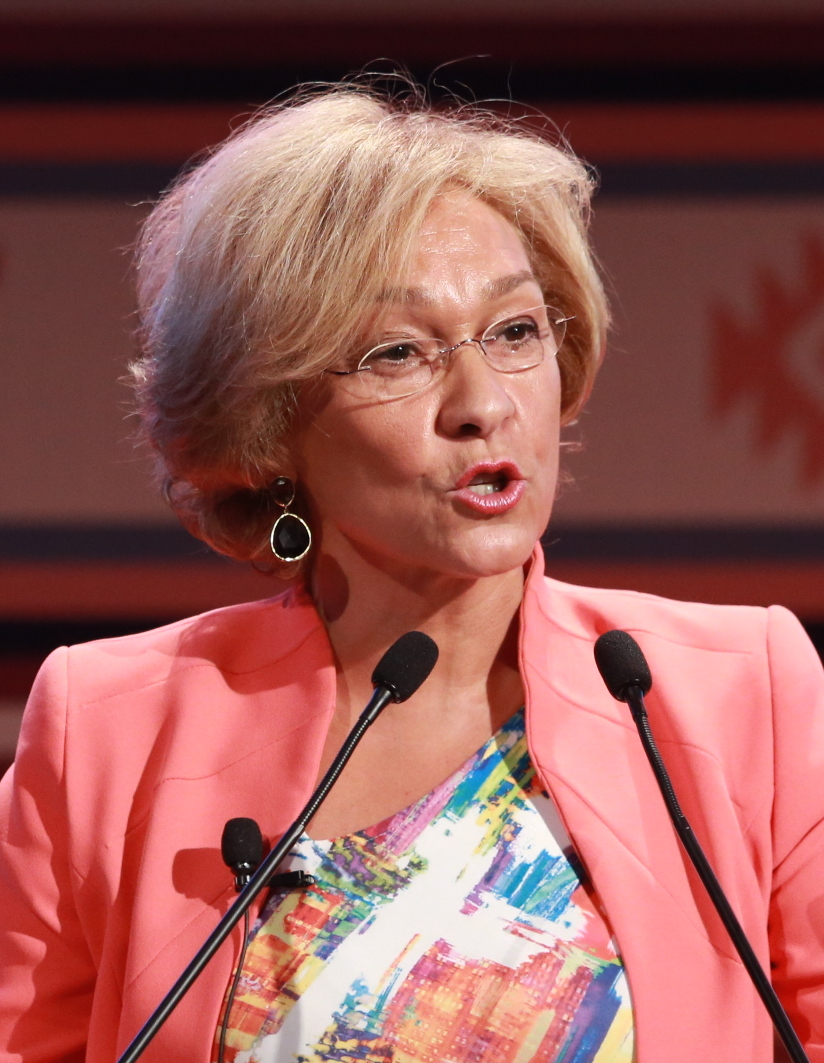
Mariño en 2014

Asimismo, ha sido presidente y consejera delegada de Paradores de Turismo de España y presidente ejecutiva del Consorcio Turístico de Madrid. Ha ocupado también la presidencia del Instituto de la Vivienda de Madrid y del Instituto de Realojamiento e Integración Social, además del IMIDRA. 
El 26 de junio de 2008 fue nombrada consejera de Medio Ambiente y Ordenación del Territorio y Medio Ambiente de la Comunidad de Madrid por Esperanza Aguirre hasta el 29 de septiembre de 2012, cuando Ignacio González fue investido nuevo presidente regional en sustitución de Aguirre. Fue sucedida por Borja Sarasola.
Fue consejera de Empleo, Turismo y Cultura de la Comunidad de Madrid desde el 29 de septiembre de 2012 hasta el 26 de junio de 2015, siendo sucedida en Empleo por Engracia Hidalgo (con Economía y Hacienda) y por Cristina Cifuentes en Turismo y Cultura, que pasan a depender de la Presidencia regional. 
Ocupó el cargo de vicepresidente del Canal de Isabel II. Fue diputada regional en la Asamblea de Madrid en las legislaturas II, VIII, IX y X.
En julio de 2015 fue designada senadora en las Cortes Generales por Asamblea de Madrid, manteniéndose en el puesto hasta finales de octubre del mismo año, cuando las Cortes fueron disueltas en vistas a las elecciones generales.